# Sam Ervin
Pour les articles homonymes, voir Erwin.
Samuel James Ervin Jr. (27 septembre 1896 à Morganton (Caroline du Nord) - 23 avril 1985 à Winston-Salem) était un homme politique américain. 
Il est élu sénateur démocrate de la Caroline du Nord en 1954, mandat qu'il occupe jusqu'en décembre 1974. Il s'oppose à la législation des droits civiques et signe en 1956, avec plusieurs élus du Deep South, le Southern Manifesto, déclaration contre la décision de la Cour suprême d'interdire la ségrégation raciale dans les écoles. Parallèlement, il défend les libertés civiles contre les intrusions du pouvoir fédéral. 
En 1973, il est choisi par la majorité démocrate du Sénat pour présider le comité d'enquête sénatorial sur l'affaire du Watergate pour sa connaissance du droit, et car il ne brigue pas de nouveau mandat. 